# Marcelo Fernan
Marcelo Briones Fernan (Cidade Cebu, 24 de Outubro, 1927 — Manila, 11 de Julho, 1999), foi um advogado e político Filipino que serviu como Chefe de Justiça do Tribunal Supremo das Filipinas e, como presidente do Senado.

## Vida e carreira
Fernan nasceu na cidade de Cebu, na República das Filipinas. Em 1953 se graduou com uma licenciatura em Direito pela Universidade das Filipinas. Ele foi para a Universidade de Harvard, nos Estados Unidos para obter o seu mestrado. Retornou ao Filipinas logo depois e entrou para a política como um delegado à Assembléia Nacional Constituinte. Em 1977, ele foi eleito presidente nacional do Bar Integrado (Organização Nacional de Advogados) e em 1988 tornou-se o Chefe de Justiça do Tribunal Supremo das Filipinas.

## Político de carreira
Ele renunciou ao cargo de Chefe de Justiça em 1991 para prosseguir funcionando como Presidente das Filipinas. Ele aceitou a oferta da Ramon Mitra como seu vice-candidato presidencial do Laban ng Pilipino Demokratikong Party. Na eleição de 1992 Philippine geral, porém, ele perdeu para o ator eo senador Joseph Estrada. Nas eleições de 1995, Fernan correu para o Senado sob o NUCD Lakas - Laban ng Demokratikong coligação Pilipino e foi eleito. Fernan foi eleito presidente do Senado, na abertura do 11° Congresso das Filipinas em 1998. Ele foi um dos que aprovaram a US-Philippines visita Forces Agreement Tratado em 1999.
Fernan demitiu da presidência do Senado em 28 de Junho de 1999, devido à sua saúde debilitada. Ele morreu de câncer de apenas alguns dias depois, em 11 de Julho, em Manila. Ele foi sepultado na cidade de Cebu. Uma ponte recém-construida foi nomeado após ele ligar Mandaue Cidade de Mactan.